# Gino Zappetti
Gino Zappetti (Pola, 26 agosto 1933 – Messina, 23 settembre 2023) è stato un calciatore italiano, di ruolo portiere.

## Carriera
Cresciuto nel Rapallo, debutta con la squadra ligure nel campionato interregionale 1953-1954.
Nel 1955 passa al Messina, con la cui maglia debutta in Serie B nella stagione 1955-1956, disputando sei campionati cadetti per un totale di 44 presenze.
Negli anni successivi torna a giocare in Serie C con Arezzo e Akragas, per chiudere in Serie D con la Massiminiana.